# Projecte dels 1000 genomes
El Projecte dels 1000 genomes (en anglès, 1000 Genomes Project, també abreviat 1KGP), nascut el gener de 2008, és un exemple d'esforç científic internacional per aconseguir un detallat catàleg de la variació genètica en humans. El projecte aspirava a seqüenciar, en els següents tres anys, un mínim de 1000 genomes pertanyents a participants anònims de diferents grups ètnics humans, gràcies a les tecnologies de seqüenciació de nova generació, molt més ràpides i barates que les disponibles anteriorment. El 2010 el projecte acabà la seva fase pilot, la qual va ser descrita amb detall en una publicació a la revista científica Nature. El 2012 es va anunciar la seqüenciació de 1092 genomes i el 2015 es van publicar els resultats finals del projecte, que comprenen la variació genètica entre 2504 individus de 26 problacions diferents, i les perspectives de recerca futura en dos articles més, també a Nature.

## El projecte

### Objectius
El principal objectiu del Projecte dels 1000 genomes era crear un catàleg complet i detallat de la variació genètica en humans que pogués ser usat en estudis d'associació, per exemple, per determinar la relació entre la variació genètica i certes malalties. El consorci comptava amb descobrir més del 95% de les variants presents al genoma humà (SNP, CNV, indels, etc), fins i tot amb freqüències al·lèliques mínimes (MAF, minor allele frequency) inferiors a l'1%. A més, també aspirava a estimar totes les freqüències de les variants trobades en cadascuna de les poblacions estudiades, els haplotips als quals pertanyen i els possibles patrons de desequilibri de lligament.
Objectius secundaris serien la millora de plataformes de genotipat basades en SNP i sondes, com també la millora de la seqüència del genoma humà de referència. A més, les dades generades haurien d'esdevenir una eina molt potent per a fer estudis de regions sota selecció, variació en les diferents poblacions humanes i entendre millor els processos subjacents a la mutació i recombinació.

### Fases del projecte
| Fase del projecte | Individus analitzats | Poblacions d'origen | Troballes moleculars                                                                 | Cobertura de l'anàlisi                  |
| ----------------- | -------------------- | ------------------- | ------------------------------------------------------------------------------------ | --------------------------------------- |
| Fase pilot        | 179                  | 4                   | - 15 milions de SNP - 1 milió de petites indels - 20.000 variants estructurals       | Més del 95% dels SNP amb freqüència >5% |
| Fase I            | 1092                 | 14                  | - 28 milions de SNP - 1,4 milions de petites indels - 14.000 delecions               | Un 98% dels SNP amb freqüència >1%      |
| Fase II           | 2504                 | 26                  | - 84,7 milions de SNP - 3,6 milions de petites indels - 60.000 variants estructurals | Més del 99% dels SNP amb freqüència >1% |

### Mostres genòmiques humanes
Totes les mostres usades en el Projecte dels 1000 genomes provenien de donants voluntaris pertanyents a les poblacions descrites en la taula inferior. Com que l'objectiu del projecte era simplement catalogar la diversitat genètica humana, no va ser necessària cap informació fenotípica o mèdica dels donants. Eren d'especial interès, però, mostres provinents d'altres projectes, com ara la col·lecció de HapMap, ENCODE, estudis d'associació (GWAS), estudis de variació estructural, estudis d'expressió gènica, etc, ja que contenien informació extra que resultava de molta utilitat en el tractament i completament de les dades.

Llocs d'obtenció de les mostres usades en el Projecte dels 1000 genomes. Cada cercle representa el nombre de seqüències en la publicació final.

| ID  | Població d'origen de les mostres                                 |
| --- | ---------------------------------------------------------------- |
| ASW | Africans d'ascendència (mostres recollides al sud-oest dels EUA) |
| ACB | Africans-caribencs a Barbados                                    |
| BEB | Bengalesos a Bangladesh                                          |
| GBR | Britànics d'Anglaterra i Escòcia                                 |
| CDX | Xinesos Dai a Xishuangbanna, Xina                                |
| CLM | Colombians a Colòmbia                                            |
| ESN | Esans a Nigèria                                                  |
| FIN | Finlandesos a Finlàndia                                          |
| GWD | Gambians i Mandics a West Coast Division, Gàmbia                 |
| GIH | Indis Gujarati (mostres recollides a Texas, EUA)                 |
| CHB | Xinesos Han a Beijing, Xina                                      |
| CHS | Xinesos Han del sud, Xina                                        |
| IBS | Ibèrics a Espanya                                                |
| ITU | Indis Telegu (mostres recolldes al Regne Unit)                   |
| JPT | Japonesos a Tòquio, Japó                                         |
| KHV | Poble Kinh a Ho Chi Minh City, Vietnam                           |
| LWK | Poble Luhya a Webuye, Kenya                                      |
| MSL | Poble Mende a Sierra Leone                                       |
| MXL | Mexicans d'ascendència (mostres recollides a Los Angeles, EUA)   |
| PEL | Peruans a Lima, Perú                                             |
| PUR | Puertoriquenys a Puerto Rico                                     |
| PJL | Poble Panjabi a Lahore, Paquistan                                |
| STU | Poble Sri Lankan Tamil al Regne Unit                             |
| TSI | Toscana a Itàlia                                                 |
| YRI | Poble Ioruba a Ibadan, Nigèria                                   |
| CEU | Europeus nòrics-orientals (mostres recollides a Utah, EUA)       |

### Anàlisis genòmiques
La informació genètica dels 2504 individus estudiats es va obtenir combinant les tècniques de seqüenciació total del genoma (WGS, whole genome sequencing), seqüenciació exòmica profunda i microarrays de SNP d'alta densitat. La caracterització de les variants es va fer d'acord a un set de 24 eines d'anàlisi de seqüències.

## Resultats del projecte
En total, el Projecte dels 1000 genomes va descobrir i caracteritzar més de 88 milions de variants: 84,7 milions de SNP, 3,6 milions de petites indels i 60.000 variants estructurals, les quals van ser integrades en un haplotip scaffold d'alta qualitat. Mitjançant diferents anàlisis, es va poder estudiar amb detall la història de diferents poblacions humanes i la demografia de les seves poblacions avantpassades, i també millorar la resolució dels estudis genètics d'associació. A més, es varen fer altres descobertes importants:

### Variació genòmica humana
- En comparació amb la seqüència de referència humana, un genoma aleatori hi difereix en 4-5 milions de posicions nucleotídiques (dels 3 bilions que té en total).
- La població africana o d'origen africà, com és d'esperar segons la hipòtesi d'expansió humana Out of Africa, és la que presenta major variació genètica. Així doncs, dos genomes africans aleatoris difereixen en uns 5 milions de posicions, mentre que dos genomes europeus o asiàtics ho fan més aviat en 4 milions. Les poblacions americanes difereixen en un nombre intermedi, ja que molt sovint són mescles de les poblacions mencionades anteriorment.

#### Variants d'un únic nucleòtid
- El 99,9% d'aquestes diferències són variants de tipus SNP o petites indels, les quals afecten un o pocs més nucleòtids.

- De la variació continguda en un genoma típic amb relació a les variants que afecten la funció gènica, unes 150 són variants de truncament proteic (nonsense, provoquen l'aparició d'un codó de terminació), unes 10.000 són variants de canvi de sentit (missense, provoquen la substitució d'un aminoàcid per un altre) i unes 500.000 són variants localitzades en regions reguladores com ara promotors, enhancers o llocs d'unió a factors de transcripció.
- Unes 2.000 variants per genoma es van poder associar a caràcters complexos mitjançant estudis d'associació GWAS.
- Es va estimar que entre 24 i 30 variants per genoma estan implicades en el desenvolupament de malalties rares mitjançant la base de dades ClinVar.

#### Variants estructurals
- Pel que fa a les variants estructurals, les quals són molt menys freqüents que els SNP, afecten més posicions genòmiques, ja que abarquen regions més grans. Entre elles, es van trobar 1.000 grans delecions, 160 CNV (copy number variant, variant de nombre de còpies), 915 insercions de l'element transposable Alu, 128 insercions de l'element transposable L1, 51 insercions de SVA, 10 grans inversions i 4 NUMT (nuclear mitocondrial DNA, insercions de DNA mitocondrial al DNA nuclear).